# 12th Fail
Pour plus de détails, voir Fiche technique et Distribution.
12th Fail (12वीं फेल) est un film indien réalisé par Vidhu Vinod Chopra, sorti en 2023.

## Synopsis
Né dans un village de la région du Chambal dans laquelle règne la corruption, Manoj Kumar Sharma, fils d'un vendeur, tente de nombreuses fois de passer l'examen très sélectif pour devenir membre de l'Union Public Service Commission.

## Fiche technique
- Titre : 12th Fail
- Titre original : 12वीं फेल
- Réalisation : Vidhu Vinod Chopra
- Scénario : Vidhu Vinod Chopra, Jaskunwar Kohli, Anurag Pathak et Aayush Saxena
- Musique : Shantanu Moitra
- Photographie : Rangarajan Ramabadran
- Montage : Vidhu Vinod Chopra et Jaskunwar Kohli
- Production : Vidhu Vinod Chopra
- Société de production : Vinod Chopra Films et Zee Studios
- Pays de production :  Inde
- Genre : Biopic et drame
- Durée : 147 minutes
- Dates de sortie : 
  - Inde : 27 octobre 2023
  - France : 8 mars 2023

## Distribution
- Vikrant Massey : Manoj Sharma
- Medha Shankr : Shraddha Joshi
- Anant Joshi : Pritam Pandey
- Anshuman Pushkar : Gaurinandan
- Geeta Agrawal Sharma : Pushpa Sharma
- Harish Khanna : Ramveer Sharma
- Sarita Joshi : la grand-mère de Manoj
- Priyanshu Chatterjee : le DSP Dushyant Singh
- Vikas Divyakirti : Abhishek Sengupta
- Tutul : Triaksh Chhabra
- Darius Chinoy : M. Solanki
- Sam Mohan : Deep Mohan
- Rahul Dev Shetty : Dr. Mehta
- Salim Siddiqui : l'insepcteur Dilip Tomar
- Sukumar Tudu : l'ASI Albel Singh
- Perry Chhabra : Rajni Sharma

## Distinctions
Le film a été nommé pour douze Filmfare Awards et en a remporté cinq : meilleur film, meilleur réalisateur, meilleur acteur pour Vikrant Massey, meilleur scénario et meilleur montage.